# 约翰·B·拉森
约翰·巴里·拉森（英語：1948年7月22日—）是美國的一位政治人物。在1999年至2013年期間，他是康涅狄格州第1選舉區選出的美國眾議院議員。他的黨籍是民主黨。他的政治生涯開始於1977年。